# Ed O'Neill
Edward O'Neill, Jr. (Youngstown, Ohio, 12. travnja 1946.), američki glumac dvaput nominiran za Zlatni globus. O'Neill je najpoznatiji po ulozi glavnog lika Ala Bundya u FOX-ovoj serijie Bračne vode. O'Neill je tekođer poznat po tome što je u većini TV serija i filmova glumio policajca. O'Neill također posjeduje crni pojas u braziskom jiu-jitsu.

## Biografija

### Rani život
O'Neill je rođen u Youngstownu, Ohio, kao sin Edwarda O'Neilla, radnika u željezari, i Ruth Ann O'Neill, kućanice i socijalne radnice. Pohađao je srednju školu Ursuline, te je otišao studirati na Ohioško sveučilište u mjestu Athens, Ohio gdje je bio član Delta Sigma Fi bratstva, i Savezno sveučilište u Youngstownu. O'Neill je 1969. potpisao ugovor za football momčad Pittsburgh Steelers. Pušten je prije početka sezone 1969./70. Kasnije, u Bračnim vodama, O'Neill tumači bivšu zvijezdu američkog nogometa (footballa), koja nije uspjela ostvariti karijeru, ali koja konstantno prepričava priče iz tih dana. O'Neill je, prije nego što je postao glumac, predavao društvene studije (slično sociologiji) u Youngstownu.

### Karijera
O'Neill je igrao Lennya u kazališnoj verziji Steinbeckova O miševima i ljudima u Cambridgeu, Massachusetts. Nastupio je i u nekoliko filmova uključujući i Sakupljač kostiju, Mali divovi i Spartan. Glumio je i narednika Joea Fridaya u krimi seriji Dicka Wolfa Dragnet. Serija je bila kratkog vijeka (ABC ju je ukinuo već u drugoj sezoni). Njegov filmski debi bio je u filmu Deliverance. 
No, O'Neill je najpoznatiji po ulozi Ala Bundya u dugoročnom amričkom sitcomu Bračne vode koji govori o disfunkcionalnoj čikaškoj obitelji. To je bila prva serija na FOX-u koja je emitirana u prime timeu kao međusezonska zamjena, a započela je s emitiranjem 5. travnja 1987., a završila 9. lipnja 1997. Seriju su stvorili Michael G. Moye i Ron Leavitt.
O'Neill je imao kratki cameo nastup u Wayneovom svijetu 1 i 2, ponovno glumeći lika kojeg je glumio u skeču filma na Saturday Night Live. Pojavio se i kao Relish, kralj trolova u 10. kraljevstvu. Imao je i kratak cameo u sitcomu 8 jednostavnih pravila za dečka moje kćeri tinejdžerice, glumeći starog dečka Katey Sagal. 
O'Neill je također glumio i u seriji Zapadno krilo i to u ulozi guvernera Erica Bakera (D-PA). Baker je jaki kandidat demokrata za predsjednika, te u zadnjoj sezoni postaje potpredsjednik pod Mattom Santosom.
O'Neill se trenutno pojavljuje u AOL-ovim reklamama. Njegova najrecentnija uloga je ona u HBO-voj seriji John iz Cincinnatija. 

### Privatni život
O'Neill je oženjen glumicom Catherine Rusoff. Par se 1989. rastao, no ponovno su se vjenčali 1993. O'Neill trenira brazilski jiu-jitsu punih 9 godina pod mentorstvom Roriona Graciea.

## Filmografija
| Godina  | Naslov                         | Uloga                    | Bilješke |
| ------- | ------------------------------ | ------------------------ | -------- |
| 2006.   | Inseparable                    | Alan                     |          |
| 2005.   | Steel Valley                   | Congressman Cardone      |          |
| 2005.   | U igri                         | Buzz Reed                |          |
| 2004.   | Spartan                        | Burch                    |          |
| 2001.   | Nobody's Baby                  | Norman Pinkney           |          |
| 2000.   | Sretni brojevi                 | Dick Simmons             |          |
| 1999.   | Sakupljač kostiju              | Detektiv Paulie Sellitto |          |
| 1997.   | The Spanish Prisoner           | Vođa FBI tima            |          |
| 1997.   | Prefontaine                    | Bill Dellinger           |          |
| 1995.   | W.E.I.R.D. World               | Dr. Monochian            |          |
| 1994.   | Mali divovi                    | Kevin O'Shea             |          |
| 1994.   | Blue Chips                     | Ed                       |          |
| 1993.   | Nickova igra                   | Ron Hawthorne            |          |
| 1993.   | Wayneov svijet 2               | Glen, Mikitin menadžer   |          |
| 1992.   | Wayneov svijet                 | Glen, Mikitin menadžer   |          |
| 1991.   | Dutch                          | Dutch Dooley             |          |
| 1991.   | The Whereabouts of Jenny       | Jimmy O'Meara            |          |
| 1990.   | Sibling Rivalry                | Kap. Wilbur Meany        |          |
| 1990.   | Avanture Forda Fairlanea       | Nar. Amos                |          |
| 1990.   | A Very Retail Christmas        |                          |          |
| 1989.   | K-9                            | Brannigan                |          |
| 1989.   | Disorganized Crime             | George Denver            |          |
| 1988.   | Police Story: Gladiator School | Nar. Stanley Bivens      |          |
| 1987.   | Right to Die                   |                          |          |
| 1986. . | Popeye Doyle                   | Popeye Doyle             |          |
| 1986. . | A Winner Never Quits           | Whitey Wyshner           |          |
| 1985.   | Braker                         | Danny Buckner            |          |
| 1983.   | When Your Lover Leaves         | Mack Shore               |          |
| 1982.   | Farrell for the People         | Detektiv Jay Brennan     |          |
| 1981.   | The Dogs of War                | Terry                    |          |
| 1980.   | The Day the Women Got Even     | Ed                       |          |
| 1980.   | Cruising                       | Det. Schreiber           |          |

## TV serije
| Godina        | Naslov                 | Uloga                       | Bilješke        |
| ------------- | ---------------------- | --------------------------- | --------------- |
| 2009. – 2020. | Moderna obitelj        | Jay Prichett                |                 |
| 2007.         | John iz Cincinnatija   | Bill                        |                 |
| 2005.         | Zapadno krilo          | Guverner Eric Baker D-PA    |                 |
| 2005.         | 8 jednostavnih pravila | Matt Walsh                  | (1 epizoda)     |
| 2003.         | Dragnet                | Det. Joe Friday             |                 |
| 2001.         | Velika jabuka          | Det. Michael Mooney         |                 |
| 1991.         | Top of the Heap        | Al Bundy                    | (1 apizoda)     |
| 1988.         | Midnight Caller        | Hank                        | (1 epizoda)     |
| 1987.         | Bračne vode            | Al Bundy                    | (1987. – 1997.) |
| 1986.         | Spenser: For Hire      | Buddy Almeida               | (1 epizoda)     |
| 1985.         | The Equalizer          | Doktor                      | (1 epizoda)     |
| 1985.         | Lovac                  | Dan Colson                  | (1 epizoda)     |
| 1984.         | Poroci Miamija         | Arthur Lawson/Artie Rollins | (1 epizoda)     |

## Vanjske poveznice
- Ed O'Neill u internetskoj bazi filmova IMDb-u (engl.)
- Ed O'Neill  Arhivirana inačica izvorne stranice od 31. kolovoza 2008. (Wayback Machine) on TV.com